# Кендис Кејн
Кендис Кејн (енгл. Candis Cayne; Мауи, 29. август 1971) је америчка глумица и уметница.
Планетарну славу је стекла у серији Сјај трулог новца, где је глумила транссексуалку Кармелиту. Појавила се у шестој сезони серије Режи ме где је имала мању улогу.
Једна је од најпознатијих трансродних глумица у САД.

## Филмографија

### Филм
- 1994 : In the Closet
- 1995 : Extravagances
- 1995 : Wigstock: The Movie
- 1995 : Stonewall
- 1996 : Always Something Better
- 1998 : Mob Queen
- 1999 : Charlie!
- 2007 : Starrbooty
- 2008 : Libanesa Loira
- 2012 : Groom's Cake'
- 2012 : Meth Head

### Телевизија
- 2003 : Milkshake
- 2007 : Les Experts : Manhattan (CSI: NY)
- 2008 : Sordid Lives: The Series
- 2008 : Dirty Sexy Money
- 2009 : Nip/Tuck
- 2010 : Drop Dead Diva
- 2011 : Necessary Roughness
- 2013 : Elementary
- 2015 : Les feux de l'amour

### Спотови
- 1997 : A Little Bit of Love
- 1999 : No Scrubs
- 2006 : My Heart Belongs to Data

### Документарци
- 2009 : Making The Boys
- Кендис Кејн на веб-сајту  (језик: енглески)